# Жермен (Марна)
Жермен (фр. Germaine) насеље је и општина у североисточној Француској у региону Шампањ-Арден, у департману Марна која припада префектури Еперне.
По подацима из 2011. године у општини је живело 518 становника, а густина насељености је износила 34,84 становника/km². Општина се простире на површини од 14,87 km². Налази се на средњој надморској висини од 252 метара.

## Демографија
| 1962. | 1968. | 1975. | 1982. | 1990. | 1999. | 2011. |
| ----- | ----- | ----- | ----- | ----- | ----- | ----- |
| 328   | 334   | 302   | 305   | 407   | 500   | 518   |

График промене броја становника у току последњих година